# Classe Sandown
La classe Sandown est une série de 15 chasseurs de mines/Bâtiment-base de plongeurs démineurs construits par le chantier naval anglais Vosper Thornycroft pour les Marines britannique (12 unités) et saoudienne (3 unités), admis en service entre 1989 et 2002.

## Historique
L'Espagne en a produit une version sous licence pour sa propre marine, il s'agit des 6 bâtiments de la classe Segura fabriqués par Izar (fusionné avec Navantia depuis). Et en 2006, la Royal Navy revend à l'Estonie trois de ses navires qu'elle a désarmés les deux années précédentes, ils sont modernisés par Thales en 2016. 
En 2023, il est rapporté que deux navires de la Royal Navy soient livrés à la marine ukrainienne. Alors que ce pays est envahi par la Russie depuis 2022, deux bâtiments s'entrainent en janvier 2023 sous ce pavillon au Royaume-Uni mais ne peuvent rejoindre la mer Noire en raison de la convention de Montreux. 
En septembre 2023, deux sont annoncés vendus à la marine militaire roumaine.

## Description
L'équipement de chasse aux mines des Sandown comporte notamment un sonar tracté à immersion variable Thales Type 2093 travaillant sur plusieurs bandes de fréquences. Il est utilisé pour détecter et discriminer les objets immergés qui sont ensuite approchés par les plongeurs du bord ou le robot sous-marin téléguidé Seafox d'Ultra Electronics pour être identifiés et, le cas échéant, détruits. Le Seafox a remplacé les ECA PAP-104 Mk5 filoguidés, originellement déployés par les navires, dans le cadre d'un programme de modernisation commun à tous les chasseurs de mines de la Royal Navy, qui a aussi concerné le système de commande Nautis de BAE Systems Insyte. En 2002, Le cout de production de la classe est estimé à 60 millions de dollars par unité (133,5 pour la tête de série).

## Galerie d'images

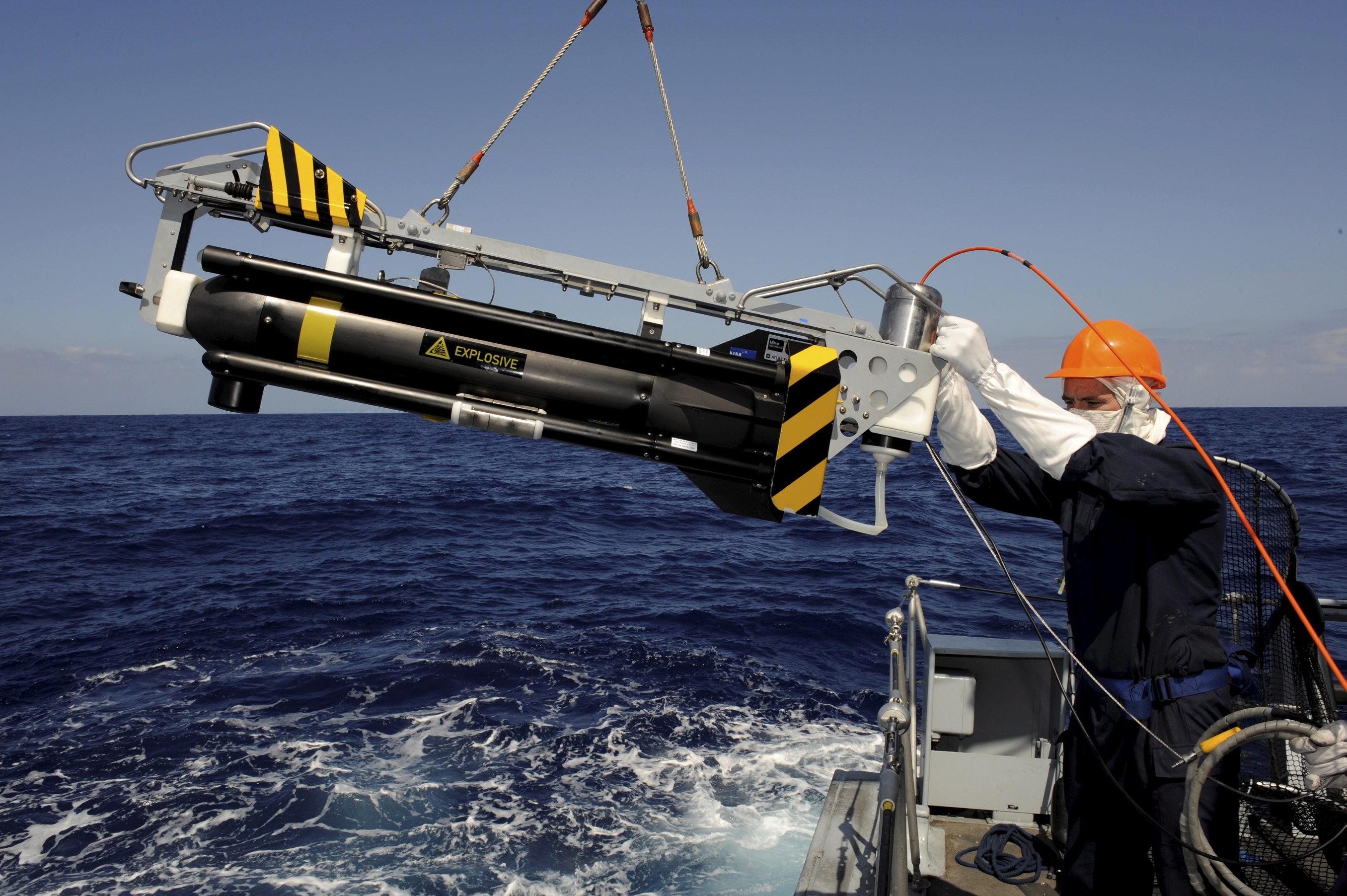
Un Seafox mis à l'eau.
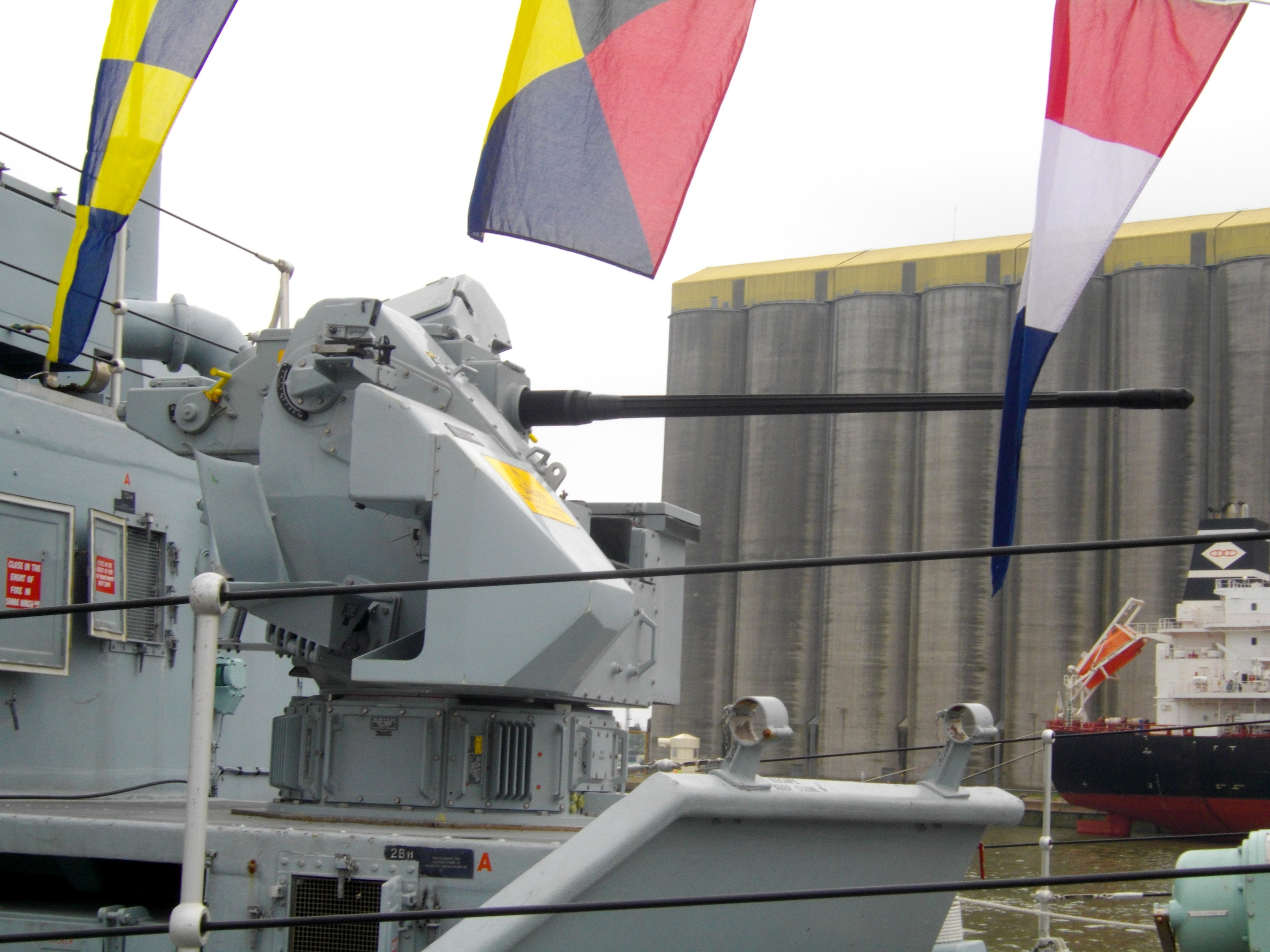
Le canon DS30B de 30 mm.
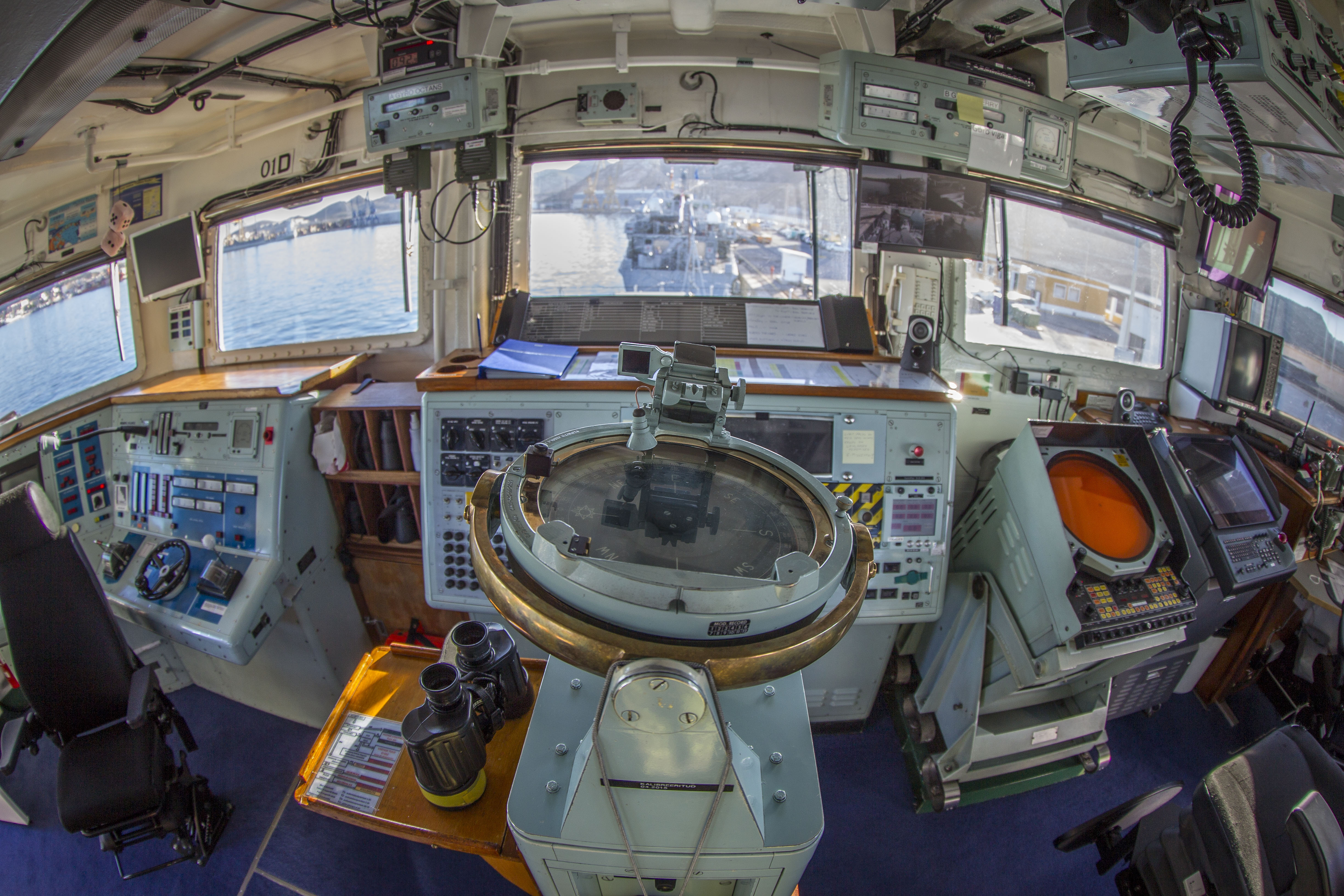
Passerelle du Admiral Cowan (ex-Sandown).

## Navires
| Marine                   | Nom                 | Indicatif visuel   | Constructeur       | Lancement | Mise en service                                                                                    | Statut |
| ------------------------ | ------------------- | ------------------ | ------------------ | --------- | -------------------------------------------------------------------------------------------------- | --- |
| Royal Navy               | Cromer              | M103               | Vosper Thornycroft | 1990      | 1992                                                                                               | Retiré du service, affecté à l'entrainement au Britannia Royal Naval College                                                                       |
| Royal Navy               | Walney              | M104               | Vosper Thornycroft | 1991      | 1992                                                                                               | Retiré du service |
| Royal Navy               | Penzance            | M106               | Vosper Thornycroft | 1997      | 1998                                                                                               | En service |
| Royal Navy               | Pembroke            | M107               | Vosper Thornycroft | 1997      | 1998                                                                                               | Vendu à la Roumanie en septembre 2023, quittera le service britannique début 2024 pour entrer en service dans la marine roumaine durant l'été 2024 |
| Royal Navy               | Bangor              | M109               | Vosper Thornycroft | 1999      | 1999                                                                                               | En service |
| Royal Navy               | Ramsey              | M110               | Vosper Thornycroft | 1999      | 2000                                                                                               | En service |
| Royal Navy               | Blyth               | M111               | Vosper Thornycroft | 2000      | 2001                                                                                               | Désarmé en 2021, Transféré à la Roumanie en septembre 2023.                                                                                        |
| Marine royale saoudienne | Al Jawf             |                    | Vosper Thornycroft |           | | En service |
| Marine royale saoudienne | Shaqra              |                    | Vosper Thornycroft |           | | En service |
| Marine royale saoudienne | Al Kharj            |                    | Vosper Thornycroft |           | | En service |
| Marine estonienne        | EML (Admiral Cowan) | M313               | Vosper Thornycroft | 1988      | 1989 / 2007                                                                                        | En service, anciennement HMS Sandown (M101) |
| Marine estonienne        | EML (Sakala)        | M314               | Vosper Thornycroft | 1990      | 1991 / 2008                                                                                        | En service, anciennement HMS Inverness (M102) |
| Marine estonienne        | EML (Ugandi)        | M315               | Vosper Thornycroft | 1992      | 1993 / 2009                                                                                        | En service, anciennement HMS Bridport (M105) |
| Marine ukrainienne       |                     |                    |                    |           | | |
| Chernhiv                 |                     | Vosper Thornycroft | 1998               | 1999      | En service, anciennement Grimsby, vue pour la première fois sous drapeau ukrainien en janvier 2023 | |
| Cherkasy                 |                     | Vosper Thornycroft | 2001               | 2001      | En service, anciennement Shoreham, vu pour la première fois sous drapeau ukrainien en janvier 2023 | |